# Domnei
Domnei o donnoi es un término del occitano antiguo que significa la actitud de devoción caballeresca de un caballero hacia su dama, que era principalmente una relación no física y no marital.

## Principios
Este tipo de relación estaba altamente ritualizada y era compleja, pero generalmente se consideraba que no era física. Al hablar de la historia de la poesía provenzal (literatura occitana), Claude Charles Fauriel afirma: «Quien quiera poseer plenamente a su dama no sabe nada de los 'donnoi'».  Guilhem de Montanhagol (1233-1268), un trovador provenzal, declaró: «E d'amor mou castitaz», o «Del amor nace la castidad».
La devoción del caballero hacia su dama funcionaba a través de su servidumbre hacia ella, tanto en términos de su código de conducta como de sus deberes cortesanos. La caballerosidad como código, tal como lo indican los conceptos de amor cortés y la cualidad de Domnei, requería en teoría y en la práctica un nivel de devoción hacia la dama, o alta dama, que iba más allá del mero profesionalismo y la gentileza en la etiqueta. La verdad y la honestidad eran virtudes fundamentales y, por lo tanto, las acciones de un caballero debían surgir de intenciones honorables, motivos sinceros y pureza de corazón. Por lo tanto, en asuntos del corazón, el amor cortés no siempre era plausiblemente separable o indistinguible del amor romántico.
Sin embargo, por Eros, por la flecha de Cupido, el objeto de los afectos de un caballero puede haber residido en otro lugar fuera de sus deberes formales hacia su dama. En algunos casos, la dama era elegida, como si se le asignara a un caballero por casualidad, por lo que la interacción directa puede haber sido poco probable. Como princesse lointaine, es posible que viviera en un castillo lejano en el que el caballero nunca podría, y nunca tendría, la oportunidad de conocerla. A pesar de los límites de la imposibilidad romántica, las obligaciones del amor cortés y de Domnei debían perseverar por un sentido caballeresco de lealtad y devoción de un caballero hacia su dama. Las realidades como eran, como el amor no correspondido como ejemplo, a menudo proporcionaban la base para contribuir a muchos cuentos de amor y leyendas en la literatura y la poesía medievales.

## Otros usos modernos

### El libro de Cabell
En la época moderna, el término "Domnei" es especialmente conocido por su uso en el título y la trama de Domnei: Una comedia de adoración a la mujer, una novela de fantasía de 1913 de James Branch Cabell, que se desarrolla en la imaginaria provincia francesa de Poictesme durante la segunda mitad del siglo XIII.

### El libro de Gallico
En la novela de Paul Gallico Las aventuras de Hiram Holliday el protagonista es un norteamericano del siglo XX que busca conscientemente modelarse a sí mismo según los caballeros medievales de la literatura romántica y vivir según el Código de la Caballerosidad en la sociedad moderna. A una princesa exiliada de los Habsburgo, a quien salva de los agentes nazis y de quien se enamora, se le ofrece un culto a la mujer al estilo Domnei.